# Walckenaeria dixiana
Walckenaeria dixiana là một loài nhện trong họ Linyphiidae.
Loài này thuộc chi Walckenaeria. Walckenaeria dixiana được Ralph Vary Chamberlin & Wilton Ivie miêu tả năm 1944.